# Faida di San Luca
La Faida di San Luca fu una guerra tra fazioni criminali iniziata il 10 febbraio del 1991 fra la famiglia della 'Ndrangheta dei Nirta-Strangio e la cosca dei Pelle-Vottari, nel paesino di San Luca, sull'Aspromonte.

## Vicenda
La faida inizia il 10 febbraio 1991, quando un gruppo di ragazzi legati ai clan Strangio e Nirta, detti "Versu", in occasione delle festività di carnevale, lancia delle uova contro il circolo ricreativo ARCI, gestito da Domenico Pelle, uno dei "Gambazza", sporcando tra l'altro anche l'auto di uno dei Vottari. Successivamente il bar dell'ARCI fu nuovamente preso di mira dalle uova lanciate dai ragazzi, ma questa volta i ragazzi del clan Strangio e Nirta ricevettero per punizione, come si dice sul luogo, una "cardiata" di legnate.
Per vendicarsi, un altro gruppo di giovani dei Nirta-Strangio, venuti a conoscenza dell'accaduto, incontrarono un affiliato ai Vottari; questo, spaventato, incominciò a sparare uccidendo due giovani del gruppo, Francesco Strangio, 20 anni, Domenico Nirta, 19 anni, e ferendone altri due, Giovanni Luca e Sebastiano Nirta. Vista l'estrema gravità dell'azione, il clan dei Vottari decise che l'autore degli omicidi avrebbe dovuto andarsene per sempre da San Luca e dai paesi limitrofi. Egli verrà comunque ucciso presso il comune di Bovalino, dove aveva trovato rifugio temporaneo.
Nel 1993 la faida continua: vengono uccisi due capibastone della cosca Pelle-Vottari, i quali risponderanno con altri due morti.
Nel gennaio 2005 viene ucciso a Casignana Salvatore Favasuli: il presunto autore del delitto sarebbe Domenico Giorgi, arrestato a Rivalta di Torino il 19 novembre 2010. Il 31 ottobre 2005 viene ucciso Antonio Giorgi da Santoro Favasuli, arrestato il 7 aprile 2011.
Il 31 luglio 2006 il capo dei Pelle-Vottari, Francesco Pelle, venne ferito da una pallottola alla schiena che lo riduce a una sedia a rotelle e in ritorsione, il 25 dicembre successivo, ordina l'uccisione di Giovanni Nirta, il quale si salverà dall'agguato, in cui però la moglie Maria Strangio venne uccisa. La faida così ricomincia dopo un lungo periodo di pausa.
Il fatto testimonia il fallito tentativo di mediazione da parte di Francesco Vottari (detto U Frunzu).

### Strage di Duisburg
Il 3 agosto 2007 viene ucciso Antonio Giorgi. Infine, il 15 agosto 2007, per mano della cosca Strangio, vengono uccise a Duisburg 6 persone tra cui presunti componenti dei Vottari: è la cosiddetta Strage di Ferragosto.
Il 20 aprile 2013 viene arrestato Sebastiano Strangio, fratello di Maria Strangio, moglie di Gianluca Nirta. Il 20 settembre 2013 viene catturato Francesco Nirta in un lussuoso appartamento a Utrecht, nei Paesi Bassi. Accusato dell'assassinio di alcuni componenti del clan Pelle e Vottari, lo attende una condanna all'ergastolo.
Il 22 marzo 2017 viene arrestato in contrada Ricciolino a Benestare Santo Vottari, fratello di Francesco Vottari, latitante da 8 anni e coinvolto sia nell'omicidio di Maria Strangio sia nella faida di Duisburg. Il 27 dicembre 2017 è stato arrestato in Germania Antonio Strangio, latitante da 5 anni e legato alla 'ndrina Pelle-Vanchelli di San Luca.

## Influenza culturale

### Letteratura
- Il romanzo Crimine infinito di Cristiano Barbarossa e Fulvio Benelli si apre descrivendo l'inizio della Faida di San Luca e la successiva Strage di Duisburg.